# Cardamine glauca
Cardamine glauca là một loài thực vật có hoa trong họ Cải. Loài này được Spreng. ex DC. mô tả khoa học đầu tiên năm 1821.